# Rybnica (powiat karkonoski)
Rybnica (niem. Reibnitz) – wieś w Polsce położona w województwie dolnośląskim, w powiecie karkonoskim, w gminie Stara Kamienica.

## Podział administracyjny
W latach 1975–1998 miejscowość należała administracyjnie do województwa jeleniogórskiego.

## Nazwy historyczne
- 1228 - Reibnicz
- 1305 Rybnitz
- 1345 Rybenicz
- 1369 Reibenicz
- 1393 Reibnicz
- 1668 Reibnitz
- 1677 Reimnitz
- 1726 Reinnz, Reibnitz
- 1945 Rybnik, Rybnica

## Historia
Wymieniana w 1305 jako osada klasztorna. Była gniazdem śląskiego rodu von Reibnitz (wasali książąt śląskich z dynastii Piastów), którego przedstawicielką jest m.in. brytyjska księżna Maria Krystyna z Kentu, żona księcia Michała z Kentu, kuzyna I stopnia królowej Wielkiej Brytanii Elżbiety II. W 1865 roku w Rybnicy otwarto stację kolejową o tej nazwie,  otwierając połączenie do Lubania w ramach Śląskiej Kolei Górskiej, a następnie do Jeleniej Góry.

## Zabytki
Do wojewódzkiego rejestru zabytków wpisane są obiekty:
- kościół parafialny pw. św. Katarzyny, gotycki, z XIV/XV wieku, przebudowany w XVIII w. Barokowe wyposażenie wnętrza oraz gotycka chrzcielnica z XV w.[4]
- zamek w ruinie, z XIV w.[7], przebudowany w XVIII w.

inne zabytki:
- pomnik pamięci ofiar I wojny światowej

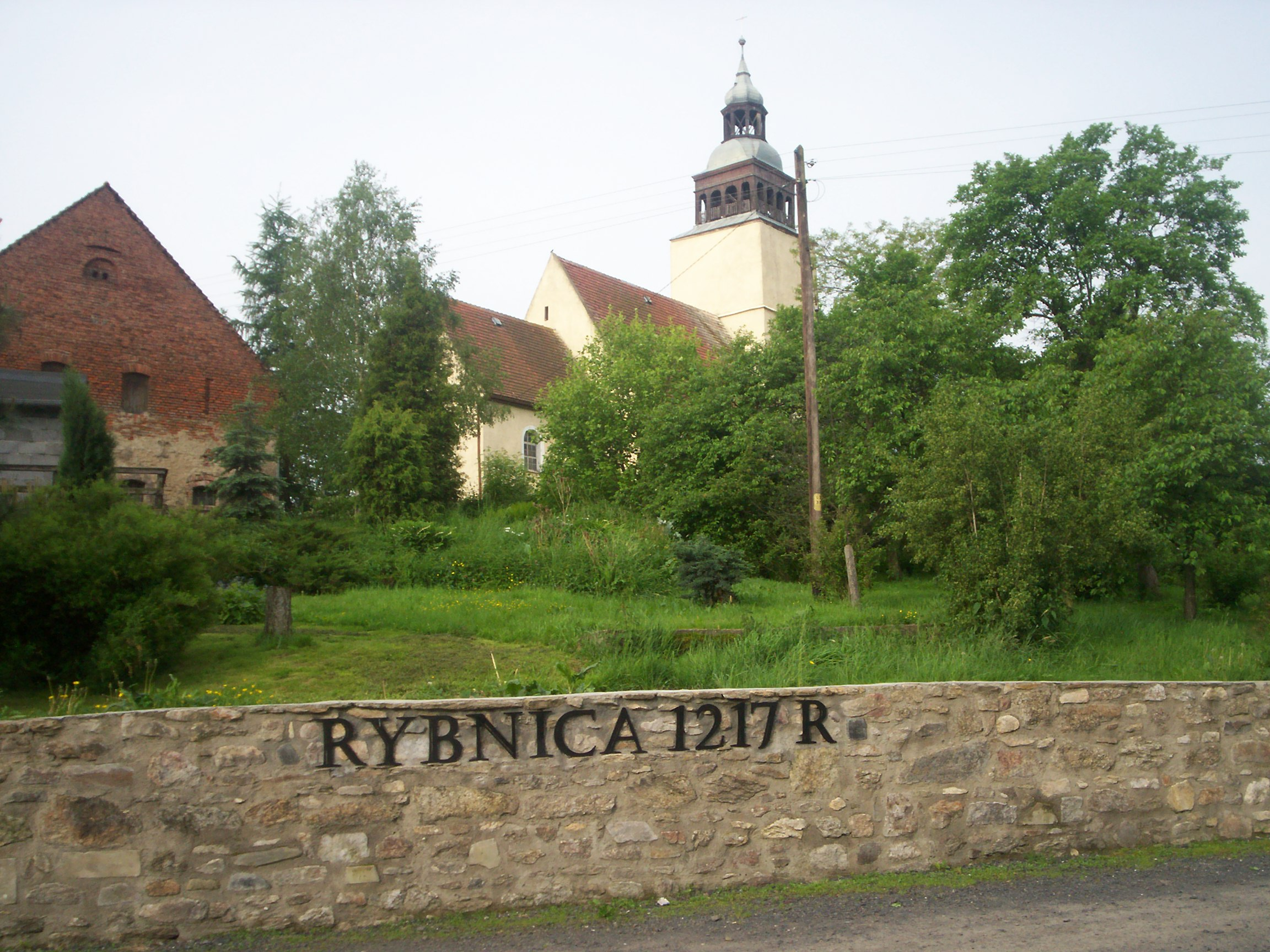
Kościół pw. św. Katarzyny.
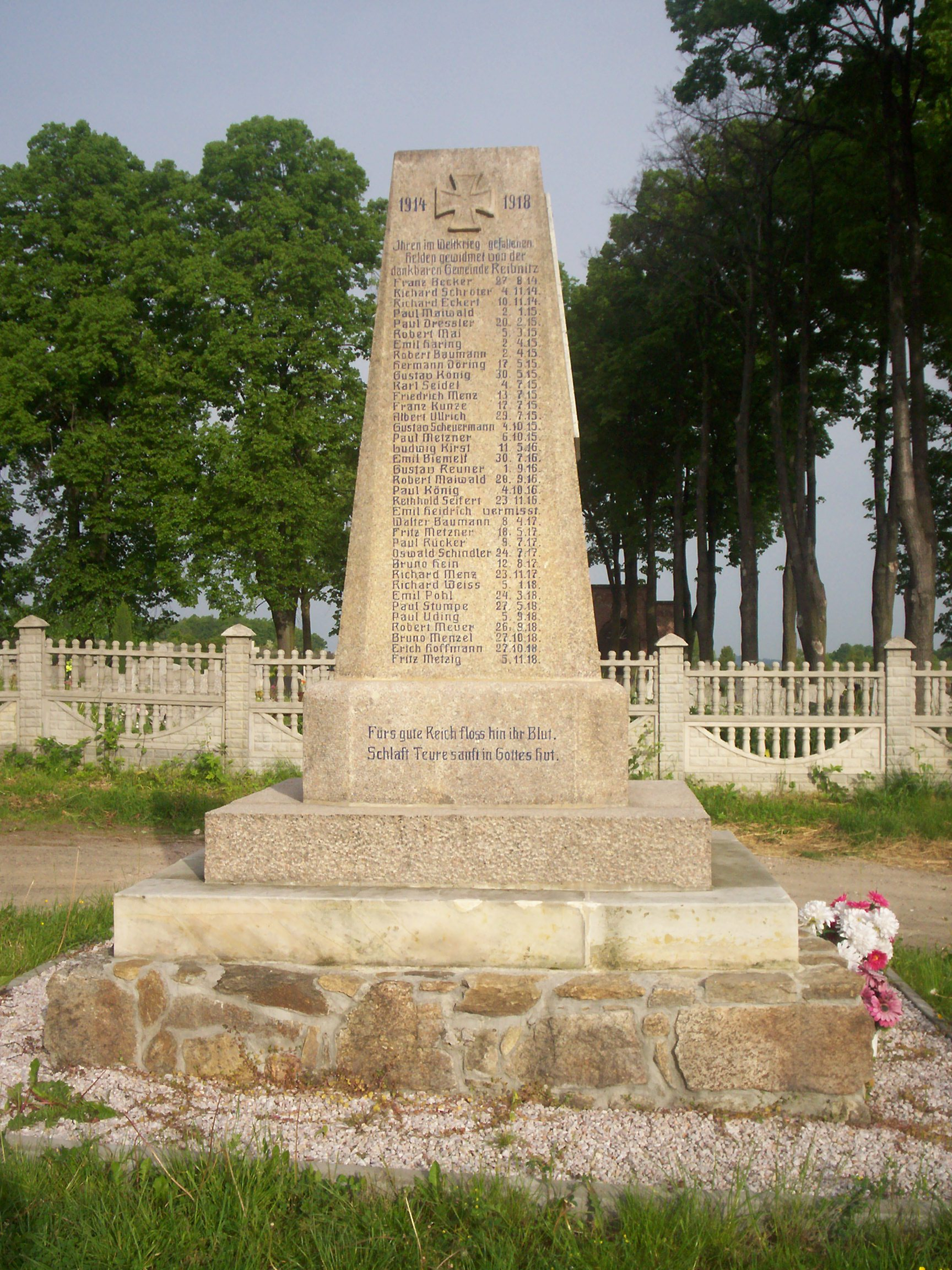
Pomnik pamięci ofiar I wojny światowej.
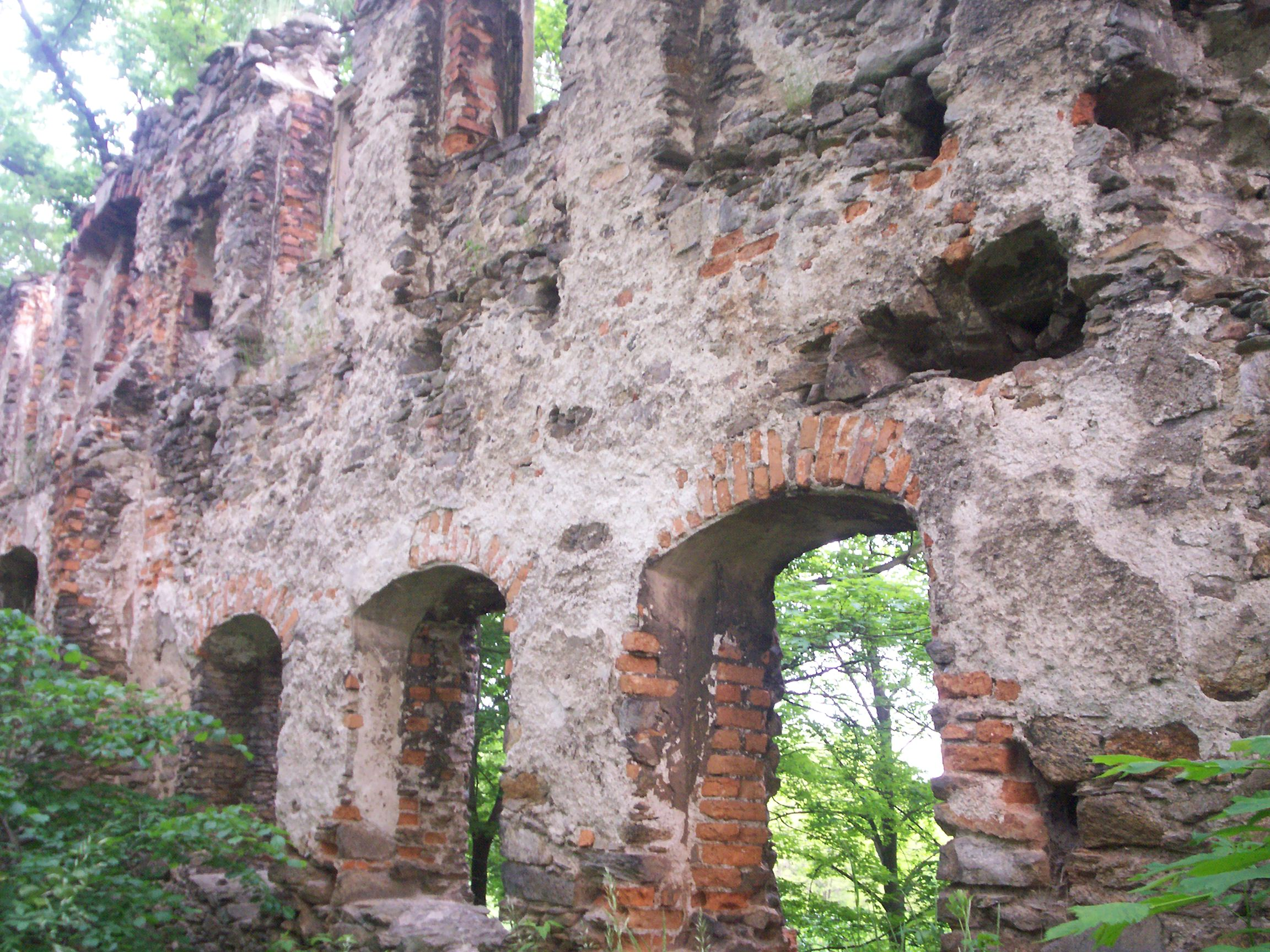
Ruiny zamku.